# Iglesia de Santa Mónica (Minalin)
La iglesia parroquial de Santa Mónica comúnmente conocida como la Iglesia de Minalin es un edificio religioso barroco y patrimonio ubicado en Minalin, Pampanga (San Nicolás), Filipinas. Se trata de una iglesia de la época colonial española declarada Tesoro Cultural Nacional por el Museo Nacional de Filipinas y la Comisión Nacional para la Cultura y las Artes de Filipinas (bajo la Ley de Patrimonio Cultural de la Nación con la denominación de Ley de la República N º 10066). 
Es parte de las provincias eclesiásticas de la Arquidiócesis de San Fernando (cuyo patrónes son San Fernando, rey de España y Nuestra Señora de la Virgen de los Remedios).